# Douglas Graham (officier)
Pour les articles homonymes, voir Douglas Graham et Graham.
Douglas Alexander Henry Graham (26 mars 1893 - 28 septembre 1971) est un major général de l'armée britannique qui a combattu avec distinction dans les deux guerres mondiales. Il est surtout connu pendant la Seconde Guerre mondiale pour avoir commandé la 153e brigade de la 51e division d'infanterie en Afrique du Nord de 1942 à 1943, devenant plus tard General Officer Commanding de la 56e division d'infanterie lors du débarquement de Salerne, en Italie, en septembre 1943 et la 50e division d'infanterie lors du débarquement de Normandie en France en juin 1944.